# TESP Kałusz
TESP Kałusz – polski klub piłkarski z siedzibą w Kałuszu. Rozwiązany podczas II wojny światowej.

## Historia
Drużyna piłkarska TESP Kałusz została założona w latach 30. XX wieku i reprezentowała miejscowe Towarzystwo Eksploatacji Soli Potasowych (TESP). Jeden sezon występowała w rozgrywkach Ligi okręgowej Stanisławów. W 1939 z przyjściem wojsk radzieckich klub został rozwiązany.